# Daltonisme
 Mise en garde médicale
Le daltonisme est une anomalie de la vision affectant la perception des couleurs (ce trouble de la vision des couleurs étant appelé dyschromatopsie). D'origine généralement génétique, elle a alors pour cause une déficience d'un ou plusieurs des trois types de cônes de la rétine oculaire.
Le daltonisme est habituellement classé comme une infirmité légère ; toutefois, il existe des situations où les daltoniens peuvent avoir un avantage sur les individus ayant une vision normale. Cela peut être une explication évolutive de la fréquence élevée de daltonisme rouge-vert congénital chez les individus.
Le physicien et chimiste britannique John Dalton publie sa première étude scientifique sur ce sujet en 1798 intitulée « Faits extraordinaires à propos de la vision des couleurs », après avoir découvert son propre trouble des couleurs. En français, la maladie est nommée en référence aux travaux de Dalton.

## Présentation
Cette anomalie survient parfois à la suite d'une lésion nerveuse, oculaire, cérébrale, ou peut encore être due à certaines substances chimiques, mais généralement une origine génétique en est la cause. Cependant, aucune évolution n'est présente durant la vie de l'individu atteint, hormis le déclin de perception des couleurs normalement lié à l'âge chez tout être humain.
Il existe plusieurs formes de dyschromatopsie partielle, la plus fréquente étant la confusion du vert et du rouge. Les autres formes de daltonisme sont nettement plus rares, comme la confusion du bleu et du jaune, la plus rare de toutes étant la déficience totale de la perception des couleurs (achromatopsie), où le sujet ne perçoit que des nuances de gris.

Drapeau arc-en-ciel vu par une personne sans daltonisme.
Le même drapeau vu par une personne souffrant de protanopie.
Encore le même drapeau  vu par une personne souffrant de deutéranopie.
Toujours le même drapeau vu par une personne souffrant de tritanopie.

### Types de dyschromatopsie
- Achromatopsie : absence totale de vision des couleurs, associée dans sa forme congénitale à une forte photophobie, une acuité visuelle réduite (< 2/10), et un nystagmus. Les cônes ne fonctionnent pas, et la vision provient essentiellement des bâtonnets. Il est estimé que la fréquence de l'achromatopsie en Occident est de 1/33 000. Il est à noter qu'il existe aussi une forme cérébrale, due à une perte de vision des couleurs consécutive à une lésion cérébrale.
- Deutéranopie : absence dans la rétine des cônes de réception du vert ; les personnes qui sont affectées sont incapables de différencier le rouge du vert. C'est la forme dont était atteint John Dalton (le diagnostic de deutéranopie chez celui-ci fut confirmé en 1995, plus de 150 ans après sa mort, par analyse de l'ADN prélevé sur un de ses globes oculaires préservé jusqu'à nous).
- Deutéranomalie : présence d'une mutation du pigment de la perception du vert ; la sensibilité à cette couleur est diminuée dans son spectre usuel, qui est un peu décalé vers le jaune (il n'y a normalement pas confusion du vert et du rouge, mais des confusions dans la gamme du vert aux beiges et jaune, parfois jusqu'à l'orange en cas de contact avec des verts clairs). Ceux qui l'ont ignorent même l'avoir car ils ont bien une vue trichromatique et distinguent les couleurs primaires et principales couleurs secondaires. Cette distorsion constitue la majorité (environ la moitié) des anomalies d'origine congénitale de la vision des couleurs (elle n'est habituellement détectée de façon fiable qu'avec les planches de test de points colorés dans les tons verts, beiges et orange). Elle concerne très majoritairement des individus de sexe masculin (ayant un seul chromosome X porteur du principal gène non dominant générant cette mutation pigmentaire). Toutefois chez certaines femmes (très rares), la présence des deux pigments verts (par réduction de l'effet d'un gène en même temps sur les deux chromosomes X, conduisant à cette différenciation non uniforme de ce pigment de base à la suite d'une mutation au cours des tout premiers stades de division cellulaire de l'embryon avant leur spécialisation) conduit à une augmentation très nette de la vision des couleurs en quadrichromie (notamment les tons naturels fréquemment dans les tons verts, beiges, jaunes ou rouges et aux luminosités les plus claires). Cette anomalie fréquente n'a en revanche pas d'effet très notable en vision nocturne ou dans les tonalités les plus sombres (pas davantage que la population dite normale).
- Protanopie : absence des récepteurs rétinaux du rouge.
- Protanomalie : présence d'une mutation du pigment de la vision du rouge.
- Tritanopie : absence des récepteurs rétinaux du bleu.
- Tritanomalie : présence d'une mutation du pigment de la vision du bleu.

Dans les faits, la vision des couleurs et leur distinction varient d’un individu à l'autre, car, même pour les personnes ayant une perception des couleurs dite normale, il existe un mélange des différents types d'anomalie, par la présence fréquente à la fois des pigments normaux et de pigments dotés de la mutation, et une variabilité de la quantité relative de cônes porteurs de chacun de ces pigments. D’autre part, les taux relatifs de cônes porteurs de chaque pigment peuvent varier au cours de la vie de l’individu, notamment durant l’enfance lorsque la rétine se développe en taille et la proportion relative de certains types de cône peut augmenter au détriment des autres. Ces proportions peuvent aussi être affectées par certaines maladies ou infections car l’œil est fortement irrigué.
Enfin, chaque œil dispose de sa propre capacité de discernement avec une vision légèrement différente, et de même, certaines zones de la rétine n’ont pas une distribution uniforme des différents pigments ; toutefois, dans ce cas, le cerveau, qui commande aussi des mouvements de l’œil, donne une interprétation commune et gomme ces différences locales, la sensibilité aux différences de couleurs augmentant alors avec la durée d'exposition.
Il est question d'anomalie seulement lorsque certains seuils minimums ne sont pas atteints pour les cônes porteurs des pigments normaux. Ainsi, il existe pratiquement toujours entre deux personnes des paires de couleurs que l'une distingue et l'autre pas. Ceci explique que les cas de deutéranomalie soient, de loin, les plus fréquents (et sans doute même plus fréquents que ce qu’ont pu mesurer les tests usuels basés sur un jeu limité de planches normalisées). En revanche, les cas d'anopie réelle sont extrêmement rares, et sont même aujourd’hui contestés : les sujets ne sont que rarement dénués de la vision de certaines couleurs, et parfois même savent disposer certaines dans un espace tridimensionnel, car ils sont quand même porteurs de plusieurs types de cônes dotés de pigments différents, même si l'un d’eux est trop prédominant sur tous les autres, ce qui rend cette distinction plus difficile, et l’apprentissage par des méthodes comparatives (ou une modification de l’ambiance lumineuse) permet d’augmenter leur sensibilité.
C’est pourquoi des recherches sont menées pour créer des tests plus fiables et plus précis, capables de mesurer les anomalies directement par inspection du fond de la rétine par exposition à des impulsions lasers colorées de très faible puissance et la mesure de la sensibilité des différentes zones rétiniennes par détection de l’effet de fluorescence produit sur leurs pigments. D'autres méthodes utilisent des séquences d'images ajustables par le spectateur pour déterminer les seuils à partir desquels ils ne ressentent plus certaines différences, mais ces tests dynamiques se heurtent à la rémanence rétinienne qui fausse certains résultats. Mais elles améliorent nettement la précision des anomalies et permettent aussi de donner un profil plus complet de la sensibilité rétinienne aux couleurs. Certains de ces tests ont été faits pour établir des modèles colorimétriques calibrés utilisés dans l’industrie (par exemple, en photographie, télévision et systèmes d’impression) pour offrir à la population une palette plus riche de couleurs.
Une étude récente[réf. souhaitée] semble montrer qu'une variante surprenante du daltonisme pouvait se produire chez certaines femmes daltoniennes. Il existe en effet un gène mutant qui au lieu de produire des cônes sensibles au vert, et d'autres sensibles au rouge, produirait un cône mutant sensible à une couleur située entre le vert et le rouge. Si une femme possède ce gène (placé sur le chromosome X) et une version normale du gène, elle pourrait posséder quatre types de cônes et être sensible à quatre couleurs au lieu de trois (tétrachromatisme). Les personnes atteintes par cette mutation seraient sensibles à 100 fois plus de couleurs qu'une personne « normale ».

## Tests de dépistage

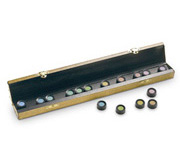
Un présentoir de jetons pour le test D15 hue color de Farnsworth.

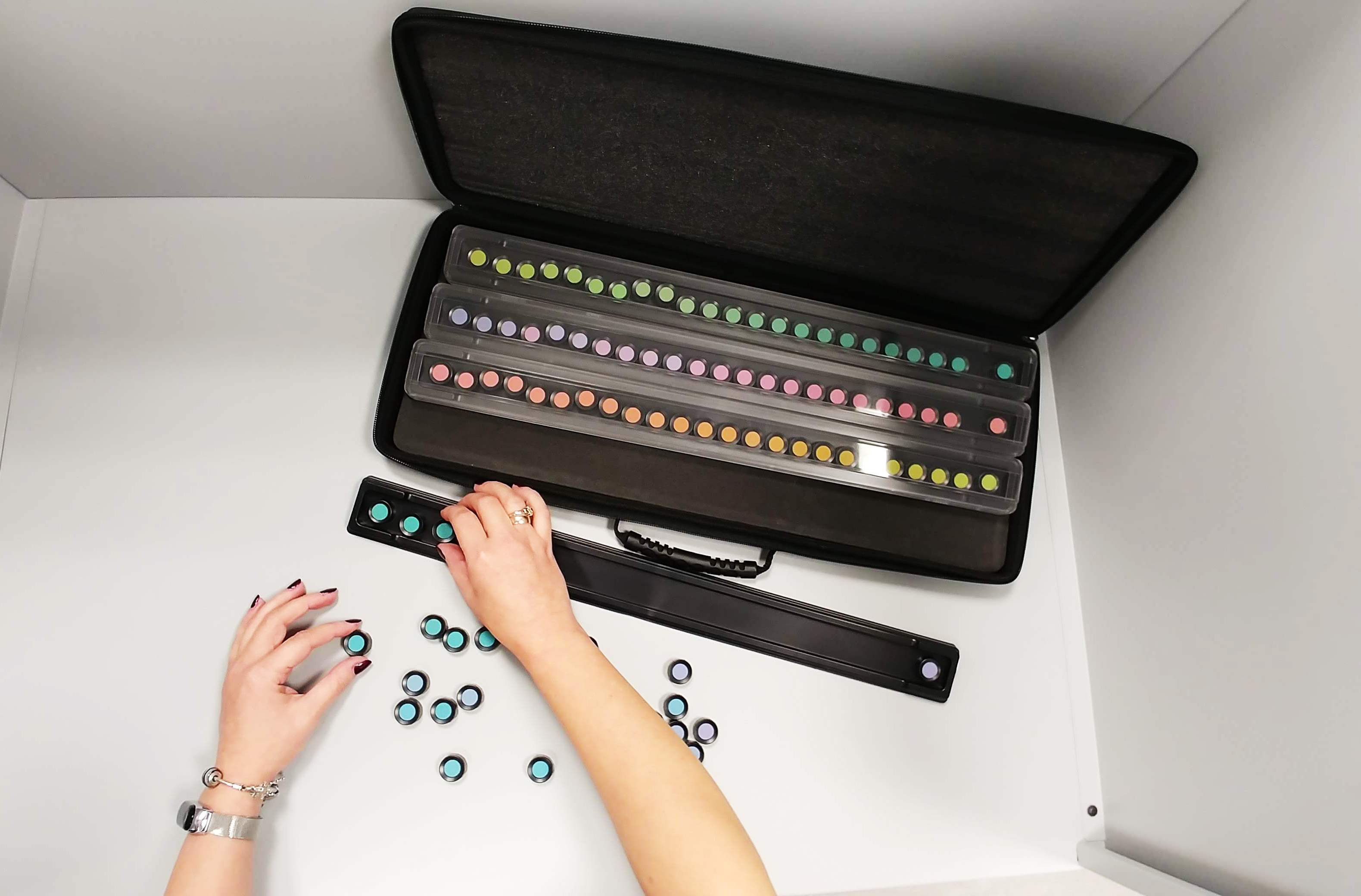
Un présentoir de jetons pour le test D100 hue color de Farnsworth.

Plusieurs types de test peuvent être pratiqués pour le dépistage. Les daltoniens ne perçoivent pas une ou plusieurs couleurs. Pour déceler ce trouble de la vision, des tests basés sur les couleurs n’étant pas perçues sont dès lors utilisés. Plusieurs dizaines de tests sont recensés, dont les plus importants et les plus connus sont :
- le test d’Ishihara : il s’agit d’un test composé de nombreuses planches de couleurs contenant un chiffre, d’une couleur telle que le daltonien concerné ne le percevra ni par la couleur, ni par la différence de couleur perçue ;
- le test de Holmgren : dans ce test, l'individu susceptible d’être daltonien doit rapprocher des brins de laine selon la teinte sur un fond gris ;
- l’anomaloscope de Nagel : ce test est destiné au protanomal, au deutéranomal et au tritanomal. Ce test consiste en une projection de deux cercles lumineux, en formant une troisième. Le sujet doit lui-même régler les proportions pour rétablir la couleur telle qu’il doit la percevoir. S’il rajoute du rouge, il est protanomal. S’il rajoute du vert, il est deutéranomal, et s’il rajoute du bleu alors il est tritanomal ;
- le test de Farnsworth (en) : il fut conçu par Dean Farnsworth en 1943. Il a été utilisé pour la sélection des travailleurs dans l'industrie américaine. Ce test est constitué de quinze jetons noirs comportant une pastille colorée. L'épreuve consiste à les classer dans un ordre variant progressivement du bleuâtre au rougeâtre. Une version plus sélective à 85 pastilles permet d'affiner le diagnostic et un certain degré de quantification de l'anomalie. Curieusement elle est appelée le « 100 hue » le terme hue signifiant tonalité en anglais ;
- les tests pour enfants. Un examen de la vision en couleur peut être pratiqué dès l'âge de trois ans, en utilisant des tests spécifiques. Les plus utilisés sont :
  - la version pour enfant du test d'Ishihara destinée aux enfants de quatre à six ans. Elle se compose de 8 planches représentant des formes simples : cercles, carrés, lignes, crayons, bateaux…
  - le test de Verriest est composé de jetons colorés que l'enfant doit réunir à la façon de dominos.

## Métiers
Certains métiers nécessitent de déterminer correctement certaines couleurs (par exemple les pilotes de ligne, les contrôleurs aériens, les agents de sûreté opérateur en imagerie radioscopique de sûreté, les contrôleurs ferroviaires). Il est souvent cru, à tort, que ces métiers sont purement interdits aux daltoniens. La réalité est plus nuancée : pour accéder à ces métiers, il faut passer des tests de vision des couleurs que certains daltoniens peuvent réussir ; tout dépend en fait de la profondeur de leur trouble. Un daltonien a donc tout intérêt à se renseigner précisément au moment de son orientation professionnelle sur la nature des tests effectués, ceci afin de déterminer réellement son aptitude à exercer ce métier.

## Perception des couleurs

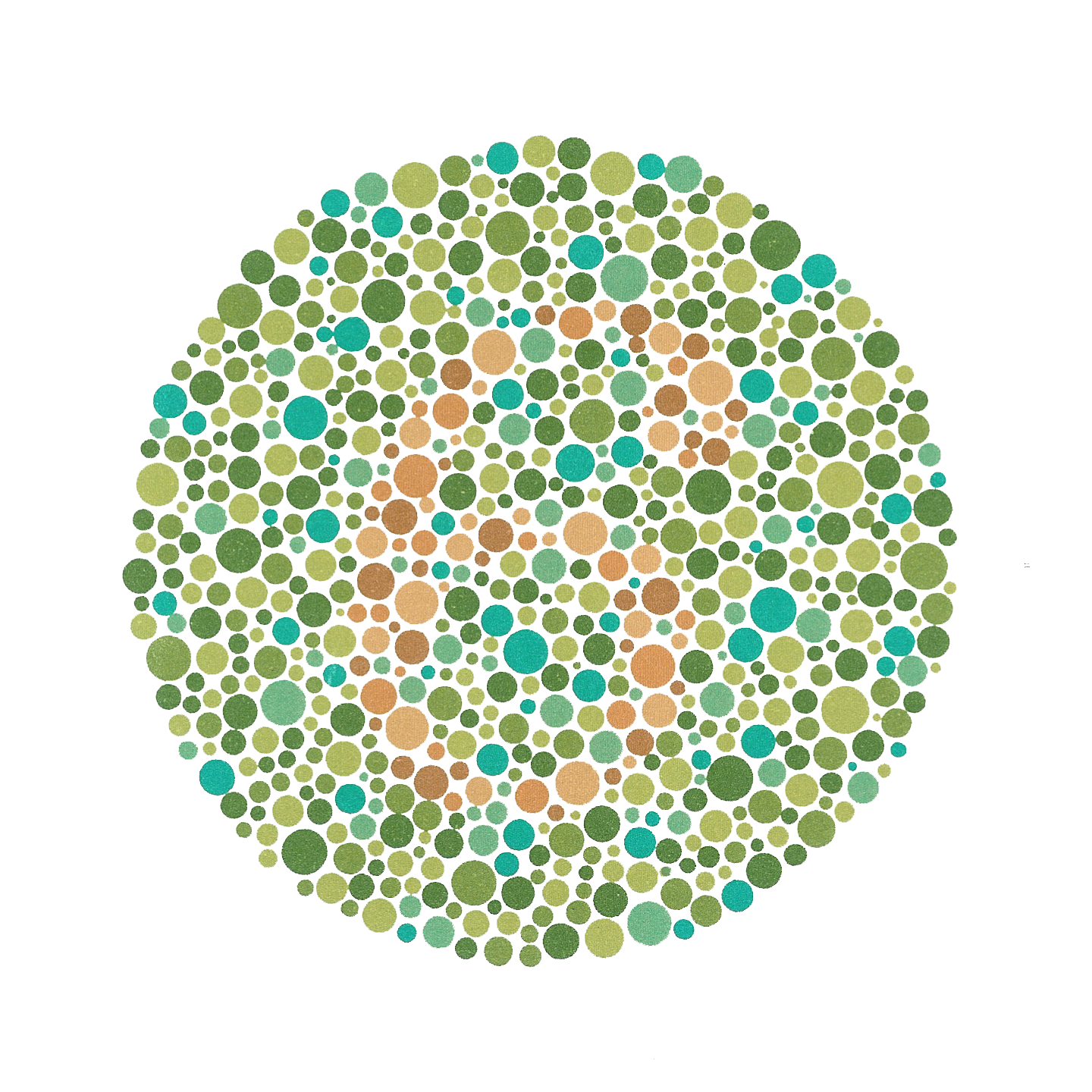
Un exemple de planche du test d’Ishihara. Le nombre représenté est le 6.

Certains animaux possèdent moins ou pas de cônes (la plupart des mammifères, comme le chat sont ainsi dichromates, ne possédant que 2 types de cônes, mais le rat est monochromate avec un seul type de cônes), et d'autres en possèdent autant ou plus que les humains (la plupart des oiseaux sont trichromates, avec des exceptions comme le pigeon par exemple qui est pentachromate grâce à 5 types de cônes). Mais ce n'est rien comparé à la crevette mante, qui elle en a 16 types soit 11 de plus qu'un pigeon.
Le daltonisme est souvent vu comme un handicap, mais dans certaines situations spéciales, c'est l'inverse. Comparés au chasseur « banal », certains chasseurs daltoniens (suivant le type du daltonisme) repèrent mieux leurs proies dans un environnement confus. Les militaires ont découvert également que des daltoniens peuvent parfois détecter un camouflage qui illusionnerait n'importe qui d'autre. Certains cabinets d'architecture recherchent également des daltoniens pour leur capacité à mieux visualiser l'espace[réf. nécessaire]. De plus, en contrepartie de l'absence de sensibilité aux couleurs, la sensibilité à la lumière, meilleure que chez un individu non atteint, améliorerait la vision nocturne.
Il existe d'ailleurs des variantes « inverses » des tests d'Ishihara que seules des personnes atteintes de daltonisme peuvent résoudre. Ils sont basés sur des différences de contraste des points composant l'image (et non sur des différences de teinte entre ces points comme dans les tests d'Ishihara). Un individu atteint de daltonisme voit quelque chose, pensant que ce qu'il voit est de la même couleur. Mais pour un individu non daltonien, les différentes teintes sont plus évidentes que des contrastes proches, c'est la raison pour laquelle il déclare ne rien voir.
Le daltonisme est généralement découvert vers l'âge de six à douze ans, lorsque l'enfant devient plus communicatif. Il arrive même que des personnes ne s'en rendent compte que bien plus tard.
Le daltonisme n'est généralement pas un problème pour l'individu qui en est atteint. C'est exactement comme ne voir ni les ultraviolets ni les infrarouges, personne n'a conscience de leur existence. Il devient gênant lorsque l'individu atteint doit faire une distinction entre les couleurs, parfois pour se conformer aux distinctions établies par les personnes non atteintes (conventions de couleurs dans différents domaines, par exemple en électronique, ce qui est toutefois de moins en moins une faculté nécessaire à cause de la miniaturisation et l'automatisation des processus de fabrication qui demande de recourir de toute façon à des instruments).
Il peut cependant être gênant dans certaines industries ou en biologie médicale pour le contrôle visuel par exemple avec certains réactifs ou révélateurs chimiques colorés : là encore le seul contrôle visuel n'est souvent plus suffisant, même avec une vision normale, et on recourt à des instruments de mesure plus précis dont les résultats peuvent être lus sans problème par quiconque a une vision seulement acceptable, même partiellement corrigée et ne nécessitant pas l'interprétation des couleurs. Là où cela peut encore être gênant, c'est lorsque l'automatisation ou l'instrumentation n'est pas économiquement avantageuse ou pourrait trop dénaturer les produits, par exemple pour certains contrôles visuels de qualité dans les industries agroalimentaires (sélection des fruits mûrs, détection des traces de moisissures, maturation des fromages...).
Pour la vie courante, des efforts de clarification des éléments visuels importants (comme la signalisation routière ou la conception cartographique) ont été faits pour permettre une distinction correcte des éléments importants, mais de nombreux efforts restent à faire, notamment en termes d'infographie statistique ou dans l'étiquetage des produits de consommation qui, parfois, abusent des distinctions colorées signifiantes non expliquées autrement. Bien des concepteurs n'ont pas conscience que leur choix de palette de couleurs n'est pas lisible pour un grand nombre, ou qu'ils imposent leurs préférences personnelles sur des critères non objectifs de « beauté » en se basant sur le fait qu'ils n'ont, eux-mêmes, aucune difficulté à percevoir les distinctions de couleurs appliquées pourtant sur des détails infimes : ils méconnaissent des règles admises sur l'accessibilité pourtant souvent simples à mettre en œuvre ou vérifier.
Il existe des applications pour téléphones intelligents pouvant aider les individus atteints de daltonisme avec des activités de la vie courante ; citons un exemple au Japon qui permet de choisir la couleur des chaussettes qui s'harmonise avec l'ensemble vestimentaire voulu à l'aide de la caméra du téléphone.

## Traitement
Il n'existe pas encore de traitement de cette anomalie.
L'injection d'un vecteur contenant le gène non-déficient dans la rétine de singes atteints a permis la correction de leur daltonisme.
Des verres colorés sont commercialisés pour améliorer les résultats des tests de vision des couleurs.
Des applications permettent d'augmenter le contraste de certaines couleurs (en cas de daltonisme partiel) ou d'identifier le nom des couleurs.

## Épidémiologie et génétique
Les gènes codant les récepteurs du rouge et du vert se situent sur le chromosome X tandis que  les récepteurs du bleu sont codés par un gène situé sur le chromosome 7.
La dyschromatopsie du bleu (tritanopie et tritanomalie) est répartie également entre les femmes et les hommes puisque le gène codant les informations du récepteur du bleu est situé sur le chromosome 7. Une mutation de ce récepteur entraîne la « tritanomalie ».
La dyschromatopsie du rouge (protanopie et protanomalie) est due à la mutation du gène du chromosome X codant les récepteurs du rouge. Ce chromosome X étant un chromosome sexuel, la répartition de la population touchée par la dyschromatopsie du rouge n'est pas égale entre les femmes et les hommes.
La dyschromatopsie du vert (deutéranopie et deutéranomalie) est due à la mutation du gène du chromosome X codant les récepteurs du vert. De même, la répartition de la population touchée par la dyschromatopsie du vert n'est pas égale entre les femmes et les hommes.
L'allèle impliquant le daltonisme étant récessif, il ne s'exprime que si l'autre allèle présent est lui aussi récessif. Ainsi, les femmes ne seront daltoniennes que si leurs deux chromosomes X portent cette mutation, tandis que les hommes seront atteints dès lors que leur chromosome X l'est. Cette anomalie atteint donc principalement les hommes. En effet, les hommes ne possèdent généralement qu'un seul exemplaire du chromosome X tandis que les femmes en possèdent deux. Ainsi, les femmes sont donc plus prédisposées à posséder 3 types de cônes, ce qui permet une vision complète en trichromie.
On appelle « porteur sain » un individu qui porte l'allèle muté sans en être affecté. Cet allèle muté peut être transmis à la génération d'après. Ainsi, une femme peut être porteuse de l'allèle récessif du daltonisme et le transmettre à ses enfants, sans pour autant être atteinte de ce trouble, elle est dans ce cas qualifiée de « conductrice ».
- Y : chromosome strictement masculin sans conséquence pour les daltonismes liés à l'X.
- XD : allèle non muté.
- Xd : allèle muté.
- XdV : allèle muté avec déficience du vert.
- XdR : allèle muté avec déficience du rouge.

| Génotype             | Résultat                      | Détail                                                                                    |
| -------------------- | ----------------------------- | ----------------------------------------------------------------------------------------- |
| XD\|XD               | Femme avec une vision normale | Saine car elle n'a d'aucun allèle muté.                                                   |
| XD\|Xd               | Femme avec une vision normale | Porteuse d'un seul allèle muté, elle a un X non-muté elle est conductrice.                |
| XdV\|XdR             | Femme avec une vision normale | Porteuse de deux allèles mutés, mais pour des couleurs différentes, elle est conductrice. |
| XdV\|XdV ou XdR\|XdR | Femme daltonienne             | Porteuse de deux allèles mutés déficients pour la même couleur, elle est daltonienne.     |
| XD\|Y                | Homme avec une vision normale | Sain car n'a d'aucun allèle muté.                                                         |
| Xd\|Y                | Homme daltonien               | Porteur d'un seul allèle muté, or il n'a pas d'autre chromosome X, il est daltonien.      |

Hérédité :
- Pourcentages basés sur une population masculine avec 8 % de daltoniens (dont 6 % déficients pour le vert et 2 % déficients pour le rouge) et donc 92% d'hommes non-daltoniens.
- % de daltoniennes = (% d'hommes daltoniens du vert)2 + (% d'hommes daltoniens du rouge)2 = 0,36 % + 0,04 % = 0,40 %
- % de porteuses saines avec 2 X mutés = (% d'hommes daltoniens)2 - (% de femmes daltoniennes) = 0,64 % - 0,40 % = 0,24 %
- % de porteuses saines (avec un seul X muté) = (% d'hommes daltoniens) x (% d'hommes non-daltoniens) x 2 = 8 % x 92 % x 2 = 14,72 %.

Ces pourcentages sont bien sûr donnés à titre d'estimation, ils ne peuvent être rigoureusement exacts. Les décimales ne servent qu'à donner un total de 100 %. Enfin, ils ne tiennent pas compte des dyschromatopsies complètes ni des déficiences liées au bleu (ces affections sont rares et ne dépendent pas du sexe), ni des cas particuliers.
| Mère                                                             | Père                                                          | Fille 1                         | Fille 2                         | Fils 1         | Fils 2         |
| ---------------------------------------------------------------- | ------------------------------------------------------------- | ------------------------------- | ------------------------------- | -------------- | -------------- |
| Daltonienne (0,40 %)                                             | Daltonien déficience identique à celle de la mère (0,02 %)    | Daltoniennes                    | Daltoniennes                    | Daltoniens     | Daltoniens     |
| Daltonienne (0,40 %)                                             | Daltonien déficience différente de celle de la mère (0,01 %)  | Porteuses saines avec 2 X mutés | Porteuses saines avec 2 X mutés | Daltoniens     | Daltoniens     |
| Daltonienne (0,40 %)                                             | Non-daltonien (0,37 %)                                        | Porteuses saines                | Porteuses saines                | Daltoniens     | Daltoniens     |
| Porteuse saine avec 2 X mutés (0,24 %)                           | Daltonien (0,02 %)                                            | Daltonienne                     | Porteuse saine avec 2 X mutés   | Daltoniens     | Daltoniens     |
| Porteuse saine avec 2 X mutés (0,24 %)                           | Non-daltonien (0,22 %)                                        | Porteuses saines                | Porteuses saines                | Daltoniens     | Daltoniens     |
| Porteuse saine avec 1 X muté (14,72 %)                           | Daltonien déficience identique au X muté de la mère (0,74 %)  | Daltonienne                     | Porteuse saine                  | Daltonien      | Non-daltonien  |
| Porteuse saine avec 1 X muté (14,72 %)                           | Daltonien déficience différente du X muté de la mère (0,44 %) | Porteuse saine avec 2 X mutés   | Porteuse saine                  | Daltonien      | Non-daltonien  |
| Porteuse saine avec 1 X muté (14,72 %)                           | Non-daltonien (13,54 %)                                       | Porteuse saine                  | Non-daltoniennes                | Daltonien      | Non-daltonien  |
| Non-daltoniennes (84,64 %)                                       | Daltonien (6,77 %)                                            | Porteuses saines                | Porteuses saines                | Non-daltoniens | Non-daltoniens |
| Non-daltoniennes (84,64 %)                                       | Non-daltonien (77,87 %)                                       | non-daltoniennes                | non-daltoniennes                | Non-daltoniens | Non-daltoniens |
| = 100 % des mères - vectrices : 15,46 % - non-vectrices: 84,64 % | = 100 % des pères - daltoniens : 8 % - non-daltoniens : 92 %  |                                 |                                 |                |                |

Les statistiques varient suivant les populations.
Parmi la population nord-américaine, approximativement 10 %[réf. souhaitée] des hommes souffrent d'une forme ou d'une autre de déficience dans la perception des couleurs. En France, la proportion de daltoniens est d'environ 8 % chez les hommes et de 0,4 % chez les femmes ; 15 % des femmes sont cependant vectrices.
Bien que rare à l'échelle mondiale, la dyschromatopsie complète (vision monochrome, ou achromatopsie) est très commune sur l'atoll de Pingelap (Ponape, Micronésie) : 5 à 10 % de la population en est affecté.
Le daltonisme est également plus fréquemment retrouvé sur les côtes italiennes qu'à l'intérieur des terres. Une hypothèse est qu'il donnerait un avantage aux pêcheurs leur permettant de mieux distinguer les poissons par une plus fine discrimination des tons bleu-gris.
Contrairement à une croyance populaire, les daltoniens pour la plupart (deutéranopes) savent parfaitement distinguer la plupart des verts et des rouges et disposent bien d'une vision trichromatique, seulement un peu différente, la confusion n'existant que pour certaines couleurs intermédiaires et mal contrastées (par exemple dans les beiges teintés entre le vert et l'orange ; ce qui peut amener à une détection précoce de la deutéranopie quand un enfant dessine un arbre au surprenant feuillage orange, à condition qu'on lui demande pourquoi les feuilles sont de cette couleur et qu'il ne réponde pas que c'est simplement plus joli pour lui) mais avec souvent aussi une meilleure distinction d'autres couleurs (notamment dans les bleus et surtout dans les gris et « noirs » où ils perçoivent souvent des nuances bleutées, violacées ou brunes que la plupart des autres personnes ne peuvent pas voir).
La déficience deutéranope réside en effet principalement dans un décalage vers l'orange et le rouge du pic de sensibilité du pigment le plus vert (la totale absence, par la non-expression totale du gène récessif, ou la non sensibilité à la lumière visible de ce pigment étant finalement très rare), ce qui n'empêche pour autant pas de distinguer une bonne partie des verts et des rouges. En effet la palette des couleurs observées dans le monde réel est beaucoup plus riche que celle obtenue par la vision trichromatique humaine avec seulement trois pigments principaux (et d'autres animaux comme les insectes et même des vertébrés peuvent observer le monde avec davantage de pigments, pour voir par exemple une gamme d'infrarouges ou d'ultraviolets). De plus, le décalage de sensibilité permet de mieux distinguer d'autres couleurs dans le spectre dit « visible ». Enfin il existe dans l'œil humain également d'autres pigments plus minoritaires (plus ou moins concentrés selon les individus) donnant à chacun une vision personnelle des couleurs.
Il est souvent inapproprié de parler de déficit ou d'anormalité chez les personnes daltoniennes car :
- le daltonisme n'a pas de conséquence sérieuses en termes de handicap. D'ailleurs, certaines personnes daltoniennes acceptent mal le terme de handicap qui est inapproprié à ce qu'elles vivent réellement ;

- le daltonisme n'est souvent même pas perçu comme un réel handicap par les personnes atteintes. D'ailleurs, la plupart l'ignorent sauf si on les oblige à distinguer des couleurs soit volontairement choisies pour les tromper, soit mal choisies pour qu'elles soient difficilement distinguables, comme dans les tests de détection ;

- les personnes atteintes peuvent aussi distinguer des couleurs que les personnes non-daltoniennes ne peuvent pas percevoir ;

- le daltonisme est finalement assez courant et n'entraîne pas de conséquences prouvées sur le plan de la santé, de l'espérance de vie ou de la fertilité.

Enfin, même pour des personnes dites normales possédant les trois pigments ayant leur pic de sensibilité aux longueurs d'onde les plus courantes, il existe aussi une variabilité de la vision des couleurs liée à des différences de taux relatif de concentration de ces pigments dans les cellules sensibles de la rétine, et dans la distribution relative de ces cellules sur la surface de la rétine par exemple pour la vision centrale et la vision périphérique. Des accidents ou maladies oculaires (pas seulement sur l'iris mais aussi dans la cornée) peuvent aussi modifier la vision des couleurs par les autres pigments parasites (par exemple les pigments des cellules sanguines, ou les pigments résiduels dans la lymphe) qui viennent filtrer ou modifier la lumière transmise.

## Dépistage en France
Au XXIe siècle, le daltonisme est dépisté très tôt chez les jeunes Français, à l'école, lors des visites médicales obligatoires. Il est détecté grâce aux tests d'Ishihara, qui consistent en une série d'images représentant des groupes de gros points colorés. Un nombre est inclus dans l'image, dessiné sous la forme d'une série de points d'une couleur légèrement différente du reste de l'image. Ce nombre peut être vu avec une perception complète des couleurs, mais pas lorsqu'un individu possède une déficience de celle-ci. Chaque nombre teste une déficience chromatique précise et l'ensemble de ces tests permet de déterminer le type de la déficience chromatique. Ces tests de détection peuvent également être réalisés en utilisant la lanterne de Beyne.